# Nasser Chamed
Nasser Chamed, né le 4 octobre 1993 à Lyon, est un footballeur international comorien qui évolue au poste de milieu de terrain.
Joueur technique, il dispose d'une bonne frappe de balle ainsi que d'une vraie facilité à tirer les coups de pied arrêtés. Son poste de prédilection est milieu gauche, mais il peut dépanner en attaquant ou milieu offensif.

## Biographie

### Débuts
Nasser Chamed est né en 1993 à Lyon et commence logiquement le football à l'Olympique lyonnais. Il y reste jusqu'en benjamins et est recruté par le CASCOL à Oullins. Il y joue deux saisons et part après avoir remporté le titre de Promotion de Ligue en restant invaincu durant toute la saison.

### Avec Châteauroux
Grâce à cette saison réussie, Nasser Chamed se fait repérer par La Berrichonne de Châteauroux. Dès son arrivée au club, il est intégré directement avec les 16 Nationaux. Grâce à sa saison exceptionnelle en U18, le club lui fait signer un contrat de « Stagiaire Pro » à 17 ans. En 2011-2012, son sens du but lui permet d'être un membre actif de l'équipe réserve où il a marqué de nombreux buts dont un doublé face à la réserve du FC Nantes. Cela lui permet aussi de faire des apparitions dans le groupe d'entraînement professionnel de Ligue 2.
Le 17 mai 2013, sur le synthétique du stade Gaston-Petit, Nasser Chamed marque contre le SM Caen (2-2) son second but de la saison, aidant ainsi la « Berri » à entériner définitivement son maintien en Ligue 2. Mais la semaine suivante, le ligament croisé antérieur de son genou droit cède à l'entraînement,.
Il faut attendre 8 mois, et le début de l'année 2014, pour revoir le jeune attaquant en action et une défaite contre le SCO Angers (0-1) à domicile. Entré à la 71e minute, Chamed met le feu à la défense par ses dribbles sur son couloir droit sans néanmoins être décisif.
À l'issue de la saison 2014-2015, durant laquelle il aura pris part à 24 rencontres pour 3 buts, Châteauroux termine 19e et est relégué en National.

### A Nîmes
En juillet 2015, il s'engage au Nîmes Olympique pour deux saisons, et reste dans le monde professionnel.
Mais l'aventure nîmoise ne se passe pas comme prévu. De nombreuses blessures et un manque de confiance de son entraîneur verront son avenir rapidement assombri, jusqu'à une deuxième saison quasiment blanche.

### Joueur libre puis signature au Gaz Metan Medias
En fin de contrat à l'été 2017, Nasser Chamed n'est pas conservé par le Nîmes Olympique. Après un bref passage par les stages de l'Union nationale des footballeurs professionnels, il signe en 1ère division roumaine, au Club Sportiv Gaz Metan Mediaș.
Il enchaîne rapidement les matchs avec sa nouvelle équipe et il inscrit son premier but sous ses nouvelles couleurs face à Concordia sur un très beau coup franc direct.
Il démontre de nouveau sa faculté à tirer les coups de pied arrêtés face au Fotbal Club Steaua Bucarest où il touchera deux fois la transversale sur coup franc dans le même match.
Saison 2019-2020
Il commence sa troisième saison en Roumanie avec de très bonnes performances. Double buteur lors des trois premiers matchs du championnat, il est un acteur essentiel du bon début de saison de son équipe avant d'être ralenti par une légère blessure.
Lors de la 8ème journée de Liga 1 contre le Fotbal Club Politehnica Iași, Chamed permet à son équipe de revenir à égalité grâce à un très beau coup franc direct, et égalise son record de buts en championnat sur une saison. Son équipe l'emportera finalement 3 buts à 2 grâce à un but décisif de Sergiu Buș.
Lors de la 25ème journée de Championnat de Roumanie de football face à Fotbal Club Academica Clinceni il aide son équipe à revenir au score puis à l'emporter grâce à un but et une passe décisive (victoire 2-3). Cette victoire importante permet au Club Sportiv Gaz Metan Mediaș de toujours être en course pour les play-offs de fin de saison à une journée de la fin du championnat.
Il conforte alors sa meilleure saison personnelle sur le plan comptable, avec cinq buts et trois passes décisives en vingt-quatre matchs de championnat et se qualifie avec son club pour les play-offs pour la première fois dans l'histoire du club.

### Départ pour Târgoviște
Alors que le club du Gaz Metan Medias connaît de grosses difficultés financières, des sanctions sportives et voit le départ de nombreux joueurs cadres, Nasser Chamed est convoité par plusieurs écuries roumaines. Le 18 mars 2022, le club de AFC Chindia annonce sa venue jusqu'à la fin de saison, dans l'optique de se maintenir en première division.

### En sélection
En mars 2014, Nasser Chamed est convoqué pour représenter l'équipe des Comores de football lors d'un match amical contre le Burkina Faso (1-1).
En mai 2014, Chamed est à nouveau appelé pour affronter le Kenya lors du 2e tour aller des qualifications à la CAN 2015.
Le 13 juin 2015, il honore sa première sélection face au Burkina Faso (défaite 2-0).
Le 16 octobre 2018, il est à l'origine de l'égalisation de l'équipe des Comores de football face à l'équipe du Maroc de football dans les arrêts de jeu (but de El Fardou Ben Nabouhane) lors de la phase de poules de la Coupe d'Afrique des Nations.
De passeur à buteur un mois plus tard, Nasser Chamed inscrit son premier but en sélection face à l'équipe du Malawi de football. Les Comores l'emporteront alors 2 buts à 1.
Fin décembre 2021, Nasser Chamed fait partie des 26 convoqués pour la Coupe d'Afrique des nations de football 2021, la toute première de l'histoire des Comores. Une blessure l'empêchera toutefois de participer à la compétition.

## Statistiques
| Saison                | Club                  | Championnat           | Championnat | Championnat | Coupe nationale | Coupe nationale | Coupe de la Ligue | Coupe de la Ligue | Comores | Comores | Total | Total |
| Saison                | Club                  | Division              | M.          | B.          | M.              | B.              | M.                | B.                | M.      | B.      | M.    | B.    |
| 2012-2013             | LB Châteauroux        | Ligue 2               | 21          | 2           | -               | -               | 1                 | 0                 | -       | -       | 22    | 2     |
| 2013-2014             | LB Châteauroux        | Ligue 2               | 16          | 3           | -               | -               | -                 | -                 | -       | -       | 16    | 3     |
| 2014-2015             | LB Châteauroux        | Ligue 2               | 24          | 3           | 2               | 0               | 1                 | 0                 | 1       | 0       | 28    | 3     |
| 2015-2016             | Nîmes Olympique       | Ligue 2               | 13          | 0           | -               | -               | 1                 | 0                 | 3       | 0       | 17    | 0     |
| 2016-2017             | Nîmes Olympique       | Ligue 2               | 3           | 0           | -               | -               | 1                 | 0                 | 5       | 0       | 9     | 0     |
| 2017-2018             | Gaz Metan Medias      | Liga 1                | 11+11       | 1+0         | 1               | -               | -                 | -                 | 2       | 0       | 25    | 1     |
| 2018-2019             | Gaz Metan Medias      | Liga 1                | 24+6        | 2+0         | 2               | -               | -                 | -                 | 4       | 1       | 36    | 3     |
| 2019-2020             | Gaz Metan Medias      | Liga 1                | 24+8        | 5+0         | 1               | 0               | -                 | -                 | 3       | 0       | 36    | 5     |
| 2020-2021             | Gaz Metan Medias      | Liga 1                | 24+8        | 1+1         | 2               | 0               | -                 | -                 | 5       | 0       | 39    | 2     |
| 2021-2022             | Gaz Metan Medias      | Liga 1                | 21          | 1           | 2               | 0               | -                 | -                 | -       | -       | 23    | 1     |
| Total sur la carrière | Total sur la carrière | Total sur la carrière | 214         | 19          | 8               | 0               | 4                 | 0                 | 22      | 1       | 248   | 20    |